# Christian Plattner (Musiker)
Christian Plattner (*  1963 in Tulln) ist ein österreichischer Jazzmusiker (Alt- und Tenorsaxophon, Klarinette) und Manager.

## Leben und Wirken
Plattner, dessen Vater Helmut Plattner als Trompeter in Jazzbands aktiv war, lernte als Kind Klarinette, später Saxophon. Seit 1979 spielte er in der Familienband Plattner & Plattners Jazz Corporation, die auch seine jüngeren Geschwister einschloss. Von 1982 bis 1987 studierte er Mathematik an der TU Wien; während seines Studiums gehörte er zu den Europea All Stars von Oscar Klein, trat aber 1983 auch mit Plattner & Plattner auf dem Internationalen Dixieland-Festival Dresden auf. 1987 tourte er mit Yank Lawson durch Europa, um 1988 seine erste Tournee durch Nordamerika durchzuführen, bei der er auf dem Los Angeles Classic Jazz Festival und der Minneapolis Jazz Party gastierte. In den nächsten Jahren trat er auch mit Woody Shaw und Phil Upchurch auf; 1990 wurde er zum New Jazz Meeting Baden-Baden eingeladen, das unter dem Motto The Big Tenor Meeting stattfand. Aktuell spielt er semiprofessionell in seinen Gruppen Jazzparty und im eigenen Quartett mit Herbert Swoboda, Martin Treml und Walther Großrubatscher. Daneben ist er auch mit den Hot Jazz Ambassadors und Plattner & Plattners zu hören. Zwischen 1982 und 2000 war er an 25 Plattenaufnahmen beteiligt.
1985 gründete er eine eigene Firma im Bereich der Software-Entwicklung. Dann war er als Manager für Philips tätig, bevor er für Telekommunikationsunternehmen wie nextra, KPNQwest und T-Systems Austria tätig war. Gegenwärtig ist er Key Account Manager bei Tele2 Telecommunication Austria.

## Diskographische Hinweise
- Dana Gillespie & Joachim Palden Boogie Woogie Nights (1990)
- Live At Jazzland (1993, mit Ronnie Weisz, Martin Treml, Walter Großrubatscher)